# Live USB

Live USB, Ubuntu

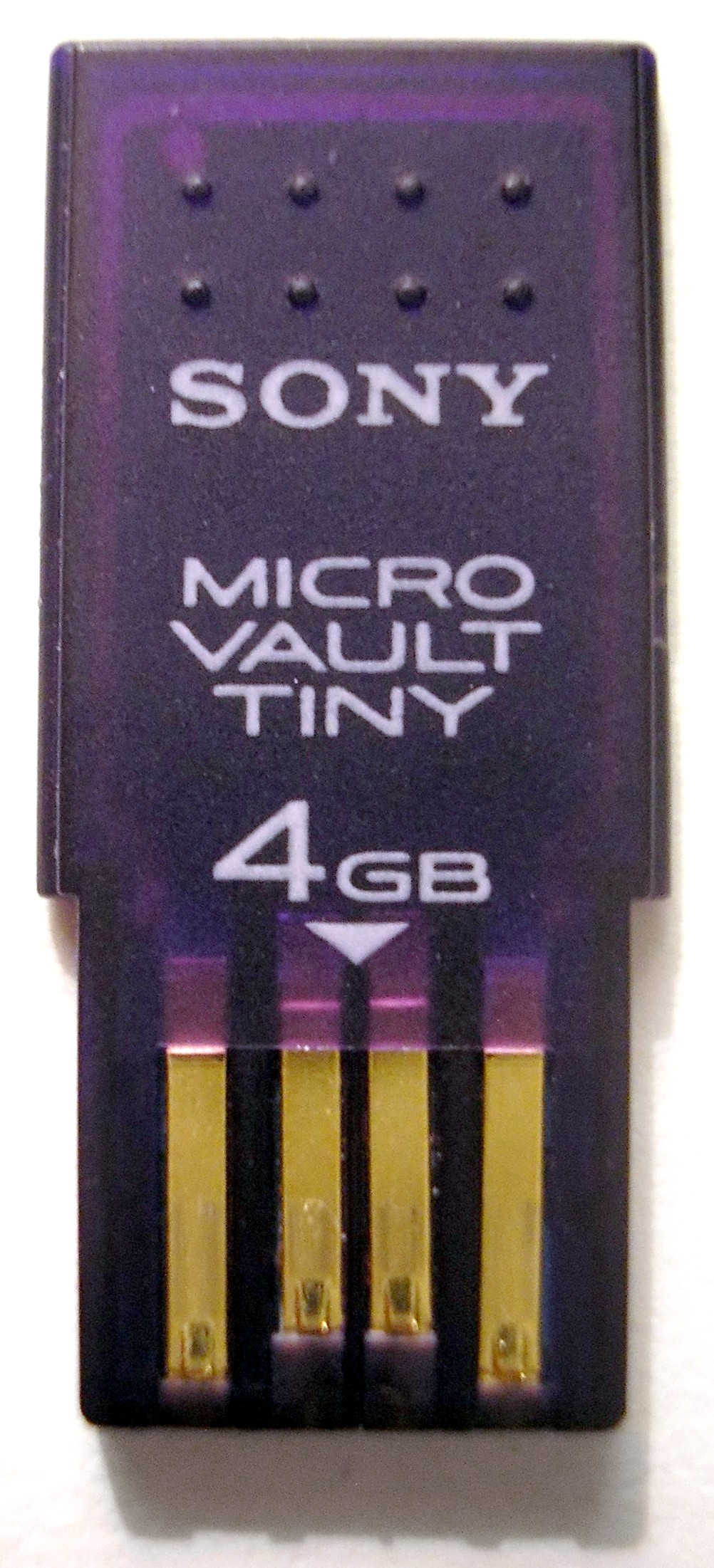
Clef USB

À l’instar des live CD, on dénomme live USB le fait de pouvoir amorcer un système d’exploitation via une clé USB. Tout comme les live CD, les live USB peuvent être utilisés en tant que système d’administration, afin de restaurer certaines données ou simplement afin de tester un système d’exploitation sans avoir à graver un live CD ou à installer le système sur le disque dur de l’ordinateur. Beaucoup de systèmes d’exploitation (y compris Microsoft Windows XP et la plupart des distributions Linux) peuvent être utilisés à partir d’un live USB.

## Comparatif
| Distributions | Méthodes d'installations sans live CD                | Sauvegarde de fichiers                                                | Sauvegarde des applications     | Méthodes de boot |
| ------------- | ---------------------------------------------------- | --------------------------------------------------------------------- | ------------------------------- | ---------------- |
| Fedora 9      | Netinstaller (downloads iso & makes Usb), Unetbootin | dans un dossier                                                       | sans                            |                  |
| Gobolinux     | Zip + sh&bat scripts                                 | N/A                                                                   | N/A                             |                  |
| Slax          | Zip + sh&bat scripts                                 | Oui                                                                   |                                 |                  |
| Slitaz        | sans et depuis un lecteur interne ($tazusb)          | dans le dossier hacker                                                | en exécutant un script (Tazusb) | 2ram - lowram    |
| (K,X)ubuntu   | Unetbootin ou autre                                  | auto                                                                  | auto                            |                  |
| Wolvix        | sans (Control Panel)                                 | auto après avoir créé un espace de stockage permanent (Control panel) | auto                            | 2Ram             |

## À voir aussi
- Liste d'outils pour créer des systèmes live USB